# Asim Horozić
Asim Horozić (Tuzla, 9. veljače 1958. – Tuzla, 1. listopada 2023.) bio je bosanskohercegovački skladatelj.

## Životopis
Rođen u Tuzli, u kojoj završava osnovnu i srednju glazbenu školu. S osam godina počeo je učiti svirati harmoniku. Prve je skladbe pisao za svoj školski orkestar čiji je bio član. U klasi Vojina Komadine diplomirao je kompoziciju na Muzičkoj akademiji u Sarajevu. Poslije studija vratio se u Tuzlu. Danas je redovni profesor na Filozofskom fakultetu, odsjek za razrednu nastavu, na predmetu Glazbena kultura. Radio je i u Srednjoj glazbenoj školi kao nastavnik klavira, sviranje zborskih partitura, solfeggia, harmonijske analize, poznavanja glazbala, glazbenih oblika i glazbenog folklora. Od 2005. radi na Muzičkoj akademiji u Sarajevu kao docent za kompoziciju. Autor udžbenika za srednje glazbene škole Harmonija 2 i Harmonija 3.
Jedan je od najplodnijih skladatelja u BiH. Često poseže za bh. folklornim izvorima. Skladao operu Hasanaginica i operu za djecu Aska i Vuk, povijesno-junačka opera "Zmaj od Bosne" i operu "Derviš i smrt", prema istoimenom romanu Meše Selimovića. Koncertna djela za klarinet i orkestar "Kapija. Koncert za klavir i orkestar u e molu, za tri flautue i orkestar, (1. za veliku flautu, 2. stav za Alt flautu i 3. Za flautu i Piccoli flautu. Jednostavačni koncert " Srcem iz njedara" za flautu i orkestar, koncertni stav za dvije flaute i orkestar, violinski trostsvačni koncert, koncert za "Violončelo i orkestar",  za simfonijski orkestar, uvertire za simfonijski orkestar, za sopran, zbor i orkestar, za sopran, recitatora i orkestar, za flautu i klarinet, za dvije flaute, za flautu, klarinet i basklarinet, za dvije flaute i klarinet, za flautu, violinu i klavir br. 1 i 2, za flautu, klarinet, violinu i klavir, za komorni orkestar, sonatu za klavir i dr. Horozićeva trostavna Sonata za klavir iz 1980. završava rondom u istarskoj ljestvici. Sklada glazbu za kazalište, harmonizira i aranžira sevdalinke, ilahije i kaside i obrađuje tradicionalne bh. pjesme za dvoglasne dječje zborove.